# کوکی اوتانی
کوکی اوتانی (انگلیسی: Koki Otani؛ زادهٔ ۸ آوریل ۱۹۸۹) بازیکن فوتبال اهل ژاپن است.
از باشگاه‌هایی که در آن بازی کرده‌است می‌توان به باشگاه فوتبال اوراوا رد دیاموندز اشاره کرد.